# ジャンヌ・ウェバー
ジャンヌ・ウェバー（フランス語: Jeanne Weber、1874年10月7日 - 1910年）は、フランスのシリアルキラー。1910年に有罪判決を受けた後、自殺した。

## 経歴

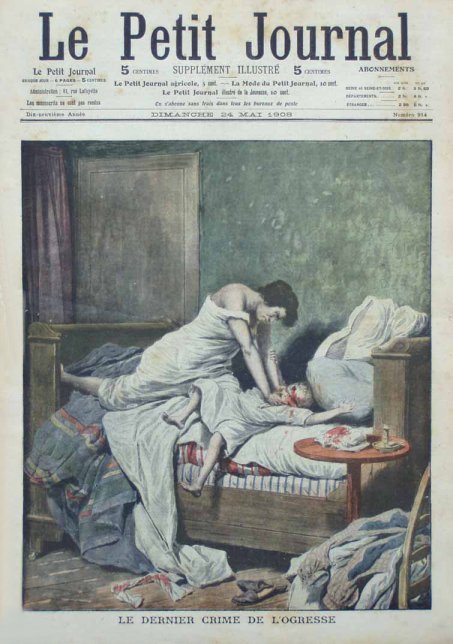
1908年5月24日の雑誌のカバーイラスト

ウェバーは漁師の家に生まれた。10代の時にパリに職を得るために出て女中奉公を行う。結婚して3人の子供に恵まれたがその内2人が相次いで病死してしまう。それ以降ウェバーは酒に溺れるようになる。1905年3月2日、3月11日、3月25日に義理の弟の子供がウェバーに預けられている際に相次いで亡くなったためウェバーに疑惑が向けられたが同年3月28日にただ一人生きていたウェバーの息子がジフテリアで亡くなりウェバーには同情が向けられることとなった。しかし4月11日にもまた義理の弟の子供が急死するとその母親により警察に殺人の疑いで通報がされウェバーは逮捕された。しかし証拠不十分で釈放された。
パリを離れたウェバーは名前を変えて男やもめに女中として雇われたが、その家の息子がまたもや急死しウェバーは再度殺人で訴えられたものの無罪となった。再度名前を変えたウェバーは小児科病院に採用されるが子供の首を絞めているところを目撃される。風評被害を恐れた医師はウェバーを解雇するに留め殺人未遂で訴えることはなかった。
再度名前を変えたウェバーは売春婦となっていたが1908年5月10日、下宿している家の息子を殺害しているところをその両親により目撃され逮捕される。1910年に自らの首を手で絞めて自殺した。